# Obsjtina Dzjebel
Obsjtina Dzjebel (bulgariska: Община Джебел) är en kommun i Bulgarien.   Den ligger i regionen Kărdzjali, i den södra delen av landet, 210 km sydost om huvudstaden Sofia.
Obsjtina Dzjebel delas in i:
- Velikdentje
- Vodenitjarsko
- General Gesjevo
- Dobrintsi
- Dusjinkovo
- Zjelădovo
- Kontil
- Misjevsko
- Paprat
- Plazisjte
- Pototje
- Pripek
- Ridino
- Rogoztje
- Slăntjogled
- Ustren
- Tjakaltsi

Följande samhällen finns i Obsjtina Dzjebel:
- Dzjebel